# Sessions for Robert J
Albums de Eric Clapton
Me and Mr. Johnson
(2004) Back Home
(2005)
Sessions for Robert J est le 16e album studio du guitariste britannique Eric Clapton, il est sorti en 2004. Il contient uniquement des chansons du guitariste et chanteur de blues américain Robert Johnson. Il fait suite à Me and Mr. Johnson dont il propose des prises alternatives et des titres non édités. Un DVD présente les sessions d'enregistrement live en studio des chansons de l'album.

## Titres du cd
| No  | Titre                                  | Durée |
| --- | -------------------------------------- | ----- |
| 1.  | Sweet Home Chicago                     |       |
| 2.  | Milkcow's Calf Blues                   |       |
| 3.  | Terraplane Blues                       |       |
| 4.  | If I Had Possession Over Judgement Day |       |
| 5.  | Stop Breakin' Down Blues               |       |
| 6.  | Little Queen of Spades                 |       |
| 7.  | Traveling Riverside Blues              |       |
| 8.  | Me and the Devil Blues                 |       |
| 9.  | From Four Until Late                   |       |
| 10. | Kind Hearted Woman Blues               |       |
| 11. | Ramblin' On My Mind                    |       |

## Chapitres du dvd

### Session I
| No | Titre                      | Durée |
| -- | -------------------------- | ----- |
| 1. | Kind Hearted Woman Blues   |       |
| 2. | They're Red Hot            |       |
| 3. | Hellhound on My Trail      |       |
| 4. | Sweet Home Chicago         |       |
| 5. | When You Got a Good Friend |       |

### Session II
| No | Titre                                  | Durée |
| -- | -------------------------------------- | ----- |
| 1. | Milkcow's Calf Blues                   |       |
| 2. | If I Had Possession Over Judgement Day |       |
| 3. | Stop Breakin' Down Blues               |       |

### Session III
| No | Titre                  | Durée |
| -- | ---------------------- | ----- |
| 1. | Terraplane Blues       |       |
| 2. | Hellhound On My Trail  |       |
| 3. | Me and the Devil Blues |       |
| 4. | From Four Until Late   |       |
| 5. | Love in Vain           |       |

### Session IV
| No | Titre                | Durée |
| -- | -------------------- | ----- |
| 1. | Ramblin' On My Mind  |       |
| 2. | Stones In My Passway |       |
| 3. | Love in Vain         |       |

### Bonus
| No | Titre                     | Durée |
| -- | ------------------------- | ----- |
| 1. | Little Queen of Spades    |       |
| 2. | Traveling Riverside Blues |       |
| 3. | Behind-the-scene footage  |       |

## Musiciens
- Eric Clapton - guitare, chant
- Doyle Bramhall II - guitare
- Billy Preston - orgue Hammond
- Chris Stainton - piano
- Nathan East - basse
- Steve Gadd - batterie